# Anarhokomunizam
Anarhistički komunizam oblik je anarhizma koji se zalaže za ukidanje države, privatnog vlasništva i kapitalizma, te osnivanje mreže dobrovoljnih komuna u kojima bi ljudi zajednički donosili odluke te radili da zadovolje svoje životne potrebe po principu da svi rade prema svojim mogućnostima, a uzimaju u skladu sa svojim potrebama. 
Anarhistički komunizam je poznat još kao anarhokomunizam, komunistički anarhizam, a često i kao slobodarski komunizam. Svejedno, iako su svi anarhokomunisti slobodarski komunisti, svi slobodarski komunisti, kao npr. koncilni komunisti, nisu anarhisti, što izdvaja sav anarhokomunizam od slobodarskog komunizma u zaseban politički pokret koji je protiv svakog autoriteta, hijerarhije i vlasti.

## Početak i nastajanje ideje
Anarhokomunisti su se pojavili tijekom Engleskog građanskog rata i tijekom Francuske revolucije. Gerrard Winstanley, koji je bio član Kopača u Engleskoj, napisao je 1649. godine letak Novi Zakon Pravednosti, u kojem stoji da "neće biti zlostavljanja ni krađe, ni sajmova ni tržnica, cijeli će svijet biti riznica svakog čovjeka", i "neće biti Gospodara nad drugima, ali će svaki čovjek biti Gospodar nas samim sobom". Tijekom Francuske revolucije, Sylvain Marecha, u svom Manifesto of the Equals (1796.), traži "komunalni užitak u plodovima zemlje" i primijetio "revolucionarnu razliku između bogatih i siromašnih, velikih i malih, gospodara i kmetova, vlasti i vlade".
Rani anarhist komunist bio je Joseph Déjacque, prva osoba koje se opisala kao "slobodnjak" (libertaire za razliku od libérale) u svojoj korespondeciji s Proudhonom te se distancirao od njegove tvrdnje: "nije proizvod rada ono na što radnik ima pravo, nego užitak u njegovim potrebama, kakve god bile prirode".
Kolektivistički anarhizam se zalagao za nadoknadu za rad, ali se odvojio od post-revolucionarnog prelaženja na komunistički sistem i "podjelu prema potrebama". Bakunjinov suradnik James Guillaume je to ovako sročio u svom eseju Ideje o Socijalnoj Organizaciji (1876.); "Kada... proizvodnja pretekne potrošnju... svatko će uzeti iz zajedničkog društvenog skladišta, bez straha od kazne; a moralna svijest koja će biti jače razvijenija među slobodnim i jednakim radnicima će prevladati, ili smanjiti, pogrdu i gubitak."
Anarhokomunizam je prvi put definiran u Italiji u odjelu Prve Internacionale, od Carla Cafiera, Errica Malateste, Andree Coste i drugih bivših Mazzinijevih republikanaca. Izuzev Mihaila Bakunjina, oni nisu napravili nikakav pomak u anarhokolektivizmu, pogotovo nakon Bakunjinove smrti. Dok su se obje grupe svađale i prepirale oko kapitalizma, anarhokomunisti su se odvojili od Proudhona i Bakunjina, koji su smatrali da pojedinac može dobiti onoliko dobara za koliko radi, dok su komunisti tvrdili da svaki pojedinac ima pravo na dobra neovisno o izvršenom radu. Cafiero objašnjava u svome djelu Anarhizam i Komunizam (1880.) da će privatno vlasništvo u radu dovoditi do neravnopravne akumulacije kapitala, i dovesti do novih klasnih razlika: "Ako očuvamo individualnu raspodjelu proizvoda rada, bit ćemo prisiljeni očuvati novac, ostavljanje više ili manje proizvoda dovodi do bogaćenja, a ne zadovoljavanja potreba pojedinaca." 1876. na Florenskoj Konferenciji Talijanske Federacije Internacionale, u gradu Florenca tijekom policijske aktivnosti, objavili su principe anarhokomunizma počevši sa:
"Talijanska Federacija smatra da zajedničko vlasništvo nad proizvodima rada kao nužna komplementa kolektivističkog programa, pomoć svima u zadovoljavanju potreba je jedino pravo pravilo u proizvodnji i konzumaciji koja mora biti u skladu s principima solidarnosti."
To su u članku objavili Malatesta i Caferio u dnevnom izvještaju Jurske Federacije te godine.
Petar Kropotkin, osoba koju većina smatra najznačajnijim teoretičarom anarhokomunizma, svoje je ekonomske prijedloge napisao u knjigama Osvajanje Kruha i Polja, tvornice i radionice. Kropotkin je zamišljao suradnju dobročinljivijom od konkurencije tvrdeći u Uzajamna Pomoć: Faktor Evolucije da je tako zamišljeno u prirodi. Zalagao se za ukidanje privatnog vlasništva kroz "eksproprijaciju cjelokupnog društvenog dobra" samih ljudi, da ekonomija bude usmjerena ka horizontalnoj mreži volonterskih udruženja. Tvrdio je da u anarhokomunizmu "kuće, polja i tvornice više neće biti privatno vlasništvo, nego će pripadati nacionalnoj komuni", a novac, naknade i trgovina će biti obustavljeni. Pojednici ili grupe će koristiti koliko god resursa im je potrebno, a cilj anarhokomunizma je da postavi "proizvod ponovljen ili obrađen na raspolaganje svih, ostavljajući pojednicu slobodu da ih konzumira kod kuće". Usto je, neprestano tvrdio (kao i većina anarhokomunista) da se pojednici neće tjerati u komunizam, tvrdeći da seljak "ima onoliko zemlje koliko on može obrađivati", obitelj "naseljuje kuću koja im daje dovoljno prostora ... ovisi o broju ljudi u obitelji", umjetnik "radi sa svojim alatom" i svima kako im odgovara.

## Teorija anarhističkog komunizma
Anarhokomunizam naglašava jednakost i protivljenje društvenom poretku i klasnim propisima koji su narasli iz nejednake raspodjele dobara, protivljenje kapitalizmu i novcu, kolektivnu proizvodnju i raspodjelu dobara kroz dobrovoljan rad.
U anarhokomunizmu ne postoje država i vlasništvo. Svaki pojedniac i grupa slobodni su doprinijeti proizvodnji i zadovoljiti svoje osnovne potrebe. Sistemom proizvodnje i raspodjele upravljaju njegovi sudionici.
Protivljenje rada za naknadu je središnja tema anarhokomunizma. S raspodjelom dobara koja se bazira na osnovnim potrebama svakog pojedinca, ljudi će biti slobodni da obavljaju aktivnosti koje smatraju da bi najbolje ispunili, i ne bi više morali raditi posao za koji nemaju volju ili kvalifikaciju. Anarhokomunisti tvrde da ne postoji način da se mjeri doprinos pojednica u radu, jer su svi proizvodi društveno dobro koje se dalje prenosi sljedećim generacijama.
Tvrde da će svaki sistem koji se bazira na radu za naknadu i privatnom vlasništvu razviti veliku ekonomsku razliku među ljudima i stvoriti privilegiranu manjinu i radničku, siromašnu većinu.
Oni odbacuju tvrdnju da je rad za naknadu potreban jer su ljudi prirodno lijeni i sebični. Želja svakog čovjeka da bude "dobrostojeći" se može postići kroz njegovo zadovoljavanje životnih potreba.
Anarhokomunisti podupiru komunizam kao osiguranje jednakosti i dobrostanja za sve, a ne kao izvor moći i vlasti. U tom kontekstu, anarhokomunizam je dokazano ravnopravna filozofska ideja, te se nalazi na suprotnim pozicijama od takozvanog državnog komunizma i marksističke teorije općenito, jer smatra da do besklasnog društva (komunizma) ne možemo doći preuzimanjem vlasti točnije očuvanjem države, koja će navodno jednog dana jednostavno sama od sebe nestati. Po toj logici, jedino je anti-autoritarno i bezdržavno društvo uistinu besklasno.

## Kritike
Mnogi anarhoindividalisti smatraju da su elementi anarhokomunizma nepoželjni ili čak da nemaju veze s anarhizmom. Primjera radi, Benjamin Tucker je osudio anarhokomunizam kao "pseudo anarhizam" (Rad i njegova naplata) jer se Petar Kropotkin protivio nadoknadama za rad.
Pierre-Joseph Proudhon, čija je filozofija jako utjecala na rani anarhokomunizam, je odbijao termin "komunist" za naziv svog uvjerenja. U njegovo se vrijeme "komunist" upotrebaljava za tzv. utopijske socijaliste, koje je optužio da namjeravaju nametnuti jednakost smanjivanjem vlasti. U suprotnome s komunističkom "svakom prema potrebama" Proudhon je rekao: "Svakom prema njegovom uloženom radu, prvo, a ako se, povremeno, odlučim pomoći ti, učinit ću to iz milosrđa; ali me to neće sputati." (Filozofija Jada)
Nedavno, pobornici post-lijevog anarhizma, kao što je Bob Black (Anarhizam Nakon Ljevice), tvrde da ljevičari imaju sklonost generičkim moralnim standardima koji su inkompatibilni s anarhizmom, i teže postavljanju političkih oblika, kao što su platformizam ili direktna demokracija koji imaju direktne veze s državom.